# Lustrochernes intermedius
Lustrochernes intermedius är en spindeldjursart som först beskrevs av Luigi Balzan 1892.  Lustrochernes intermedius ingår i släktet Lustrochernes och familjen blindklokrypare. Inga underarter finns listade i Catalogue of Life.